# معمر مأموني
معمر مأموني، من مواليد 28 فبراير 1976 في تور في فرنسا، لاعب كرة قدم جزائري.
و قد لعب مع منتخب الجزائر لكرة القدم.

## روابط خارجية
- معمر مأموني على موقع الاتحاد الدولي (مؤرشف)  (الإنجليزية)
- معمر مأموني على موقع قاعدة بيانات كرة القدم.إي يو (الإنجليزية)
- معمر مأموني على موقع ناشيونال فوتبول تيمز (الإنجليزية)